# Graham Crowden
Clement Graham Crowden, född 30 november 1922 i Edinburgh, död 19 oktober 2010, var en skotsk skådespelare. Han var mest känd för sina många framträdanden i TV-komedier och filmer, där han ofta spelade excentriska vetenskapsmän, lärare och läkare.

## Biografi
Crowden föddes 1922 i Edinburgh som son till Harry Graham Crowden (död 1938) och Anne Margaret, född Paterson. Han utbildades vid Clifton Hall School och Edinburgh Academy innan han tjänstgjorde en kort tid i Royal Scots Youth Battalion i armén tills han skadades i en olycka. Under vapenövningen blev han skjuten av sin plutonssergeant, när sergeantens gevär avlossades. Sergeanten ska ha frågat "Vad är det nu, Crowden?", varpå Crowden svarade: "Jag tror att du har skjutit mig, sergeant." Senare fick han arbete i ett garveri. Hans syster Anne Crowden var en världsberömd klassisk musiker och grundare av Crowden Music School, som har en rik historia av många kända akademiker, lärare och historia av styrelseledamöter i Berkeley, Kalifornien.

## Skådespelarkarriär
Crowden hade en lång teaterkarriär, framför allt på Laurence Oliviers National Theatre där han spelade The Player King i Rosencrantz och Guildenstern Are Dead, en pjäs av Tom Stoppard.
Han spelade ibland galna vetenskapsmän i film, och tog rollen som doktor Millar i Mick Travis-filmerna av regissören Lindsay Anderson, O Lucky Man! (1973) och Brittiska sjukan (1982) och spelade också den ondskefulla Doctor Smiles i filmatiseringen av Michael Moorcocks första Jerry Cornelius-roman, The Final Programme (1973). Han spelade också den excentriske historiemästaren i Andersons If.... (1968). År 1970 dök han upp i den populära TV-serien Callan som The Groper.
1975 gjorde han ett framträdande i "No Way Out" - ett avsnitt av den brittiska sitcomen Hem till kåken tillsammans med Ronnie Barker, Brian Wilde, Richard Beckinsale och Fulton Mackay.
Han erbjöds rollen som den fjärde doktorn i Doctor Who 1974, när Jon Pertwee lämnade rollen men tackade nej och informerade producenten Barry Letts om att han inte var beredd att engagera sig i serien på tre år. Crowdens potentiella anställning var anledningen till att Ian Marter ursprungligen anställdes för en roll, eftersom producenterna och regissörerna ansåg att Crowden var för gammal för att ses springa omkring och ta på sig en större fysisk roll. Rollen som doktorn gick till slut till Tom Baker. Crowden dök upp i The Horns of Nimon (1979-80) som skurk mot Baker.
En återkommande roll var i BBC:s dramakomedi A Very Peculiar Practice (1986–1988) som den alkoholiserade Dr Jock McCannon. 1990 dök han upp som en liderlig jämnårig i BBC-komedin Don't Wait Up och 1991 spelade han en blygsam roll i Rumpole of the Bailey-avsnittet "Rumpole and the Quacks".
1990 fick han rollen som Tom Ballard i komediserien Waiting for God, mot Stephanie Coles karaktär Diana Trent, som de två rebelliska pensionärerna. Serien sändes i fem år och blev en stor succé. 1994 spelade Crowden rollen som professor Pollux i BBC:s TV-version av John Hadfields roman Love on a Branch Line. Crowden gjorde sedan rösten till rollen som Mustrum Ridcully i 1997 års animerade Cosgrove Hall-produktion av Terry Pratchetts Soul Music.
År 2001 gästspelade han i Morden i Midsomer-avsnittet "Ring Out Your Dead" och spelade även markisen av Auld Reekie i The Way We Live Now. Mellan 2001 och 2002 spelade han en roll i BBC Radio 4:s komediserie The Leopard in Autumn. År 2003 gjorde han en cameo som en sadistisk sjöskolelärare i The Lost Prince. Mellan 2005 och 2008 medverkade han i Radio 4:s sci-fi-komedi Nebulous som Sir Ronald Rolands. År 2008 medverkade han som gäststjärna i Foyle's War.

## Död
Under många år bodde Crowden i Mill Hill i London. Crowden avled 2010 i Edinburgh efter en kort tids sjukdom. Han var gift med Phyllida Hewat sedan 1952 och efterlämnade en son och tre döttrar, varav en, Sarah Crowden, också blev skådespelare.

## Filmografi
| År   | Titel                                  | Roll                      | Notering    |
| ---- | -------------------------------------- | ------------------------- | ----------- |
| 1959 | The Bridal Path                        | Man som ger instruktioner | Okrediterad |
| 1961 | Knacka inte - kom bara!                | Scoutlärare               | Okrediterad |
| 1962 | We Joined the Navy                     |                           | Okrediterad |
| 1965 | One Way Pendulum                       | Åklagarebiträde           |             |
| 1966 | Morgan - A Suitable Case for Treatment | Advokat                   |             |
| 1968 | If....                                 | Historielärare            |             |
| 1969 | The File of the Golden Goose           | Smythe                    |             |
| 1969 | The Virgin Soldiers                    | Läkare                    |             |
| 1970 | Leo the Last                           | Max                       |             |
| 1970 | The Rise and Rise of Michael Rimmer    | Biskop av Cowley          |             |
| 1971 | Percy                                  | Alfred Spaulton           |             |
| 1971 | The Night Digger                       | Mr. Bolton                |             |
| 1972 | Something to Hide                      | Lay Preacher              |             |
| 1971 | Up the Chastity Belt                   | Sir Coward de Custard     |             |
| 1972 | The Ruling Class                       | Kelso Truscott            |             |
| 1972 | The Amazing Mr Blunden                 | Mr. Clutterbuck           |             |
| 1973 | O Lucky Man!                           | Stewart / Prof. Millar    |             |
| 1973 | The Final Programme                    | Dr. Smiles                |             |
| 1974 | The Abdication                         | Kardinal Barberini        |             |
| 1974 | The Little Prince                      | Generalen                 |             |
| 1974 | Romance with a Double Bass             | Count Alexei              |             |
| 1975 | The New Spartans                       |                           |             |
| 1977 | Hardcore                               | Lord Yardarm              |             |
| 1977 | Stackars Dennis                        | Sektledare                |             |
| 1977 | Three Dangerous Ladies                 | Butlern                   |             |
| 1981 | Ur dödlig synvinkel                    | First Sea Lord            |             |
| 1982 | Britannia Hospital                     | Professor Millar          |             |
| 1982 | Missionären                            | Pastor Fitzbanks          |             |
| 1984 | The Company of Wolves                  | Gammal präst              |             |
| 1985 | Code Name: Emerald                     | Sir Geoffrey Macklin      |             |
| 1985 | Mitt Afrika                            | Lord Belfield             |             |
| 1988 | A Handful of Dust                      | Mr. Graceful              |             |
| 1996 | The Innocent Sleep                     | George                    |             |
| 1998 | The Sea Change                         | Ordförande                |             |
| 1998 | I Want You                             | Gammal man                |             |
| 2002 | Possession                             | Sir George                |             |
| 2003 | Kalenderflickorna                      | Richard                   |             |